# Kazimierz Kupiszewski
Kazimierz Kupiszewski (ur. 8 stycznia 1897 w Książnicach Wielkich, zm. 2 stycznia 1973 w Czerwonej Górze k. Chęcin) – podoficer Wojska Polskiego w II Rzeczypospolitej, kawaler Orderu Virtuti Militari.

## Życiorys
Urodził się w rodzinie Macieja (rolnika) i Apolonii z domu Owca.
Po ukończeniu czterech klas szkoły powszechnej rozpoczął pracę w niemieckich fabrykach, a po powrocie do kraju pracował w zakładzie stolarskim. W dniu 1 września 1914 wstąpił w Bochni do Legionów Polskich i otrzymał przydział do 6 kompanii w II batalionie 2 pułku piechoty. Następnie został przeniesiony do 9 kompanii w III batalionie 3 pułku piechoty. Od dnia 6 lipca 1916 przebywał w niewoli rosyjskiej, a od 1917 (po rewolucji lutowej) służył w I Korpusie Polskim w Rosji. Po aresztowaniu przez bolszewików powrócił pod koniec marca 1918 do Polski .  
Od 1 listopada 1918 w odrodzonym Wojsku Polskim, brał udział w rozbrajaniu Niemców i Austriaków w Będzinie. Następnie wcielony do 11 pułku piechoty Ziemi Będzińskiej. Uczestnik wojny polsko-bolszewickiej. W toku działań wojennych awansowany do stopnia kaprala. W dniu 31 lipca 1920 sekcja pod jego dowództwem odparła w rejonie wsi Ugły kilkukrotne ataki radzieckiej jazdy, co uniemożliwiło bolszewikom zajście polskich pozycji od tyłu. Za wykazaną podczas tej akcji odwagę odznaczony został Krzyżem Srebrnym Orderu Virtuti Militari . Nadanie to zostało następnie potwierdzone dekretem Wodza Naczelnego marszałka Józefa Piłsudskiego L.2648 z 28 lutego 1921 roku (opublikowanym w Dzienniku Personalnym Ministerstwa Spraw Wojskowych Nr 11 z dnia 19 marca 1921 r.). 
Zdemobilizowany w 1921, zaczął gospodarować na ponadpięciohektarowym gospodarstwie rolnym otrzymanym w wyniku reformy. Na mocy zarządzenia z dnia 18 października 1932, podpisanego przez Prezydenta Rzeczypospolitej Ignacego Mościckiego, nadano Kazimierzowi Kupiszewskiemu Krzyż Niepodległości – za pracę w dziele odzyskania niepodległości. 
W okresie okupacji hitlerowskiej działał w strukturach ZWZ–AK pod pseudonimem „Nieborze” i w Batalionach Chłopskich (szkolił członków tej organizacji), brał także udział w tajnym nauczaniu. Po wyzwoleniu działał w Stronnictwie Ludowym i ZSL, udzielał się społecznie. Zmarł w Czerwonej Górze i pochowany został na cmentarzu w Książnicach Wielkich .

## Życie prywatne
Od 1922 żonaty z Heleną z domu Kudełko, z którą mieli ośmioro dzieci: Felicję, Mariannę, Henryka, Stanisława, Władysława, Zofię, Helenę, Jadwigę i Mieczysława.

## Ordery i odznaczenia
- Krzyż Srebrny Orderu Virtuti Militari (nr 1410)[2]
- Krzyż Niepodległości[2]
- Złoty Krzyż Zasługi[2]